# 뤼피스크

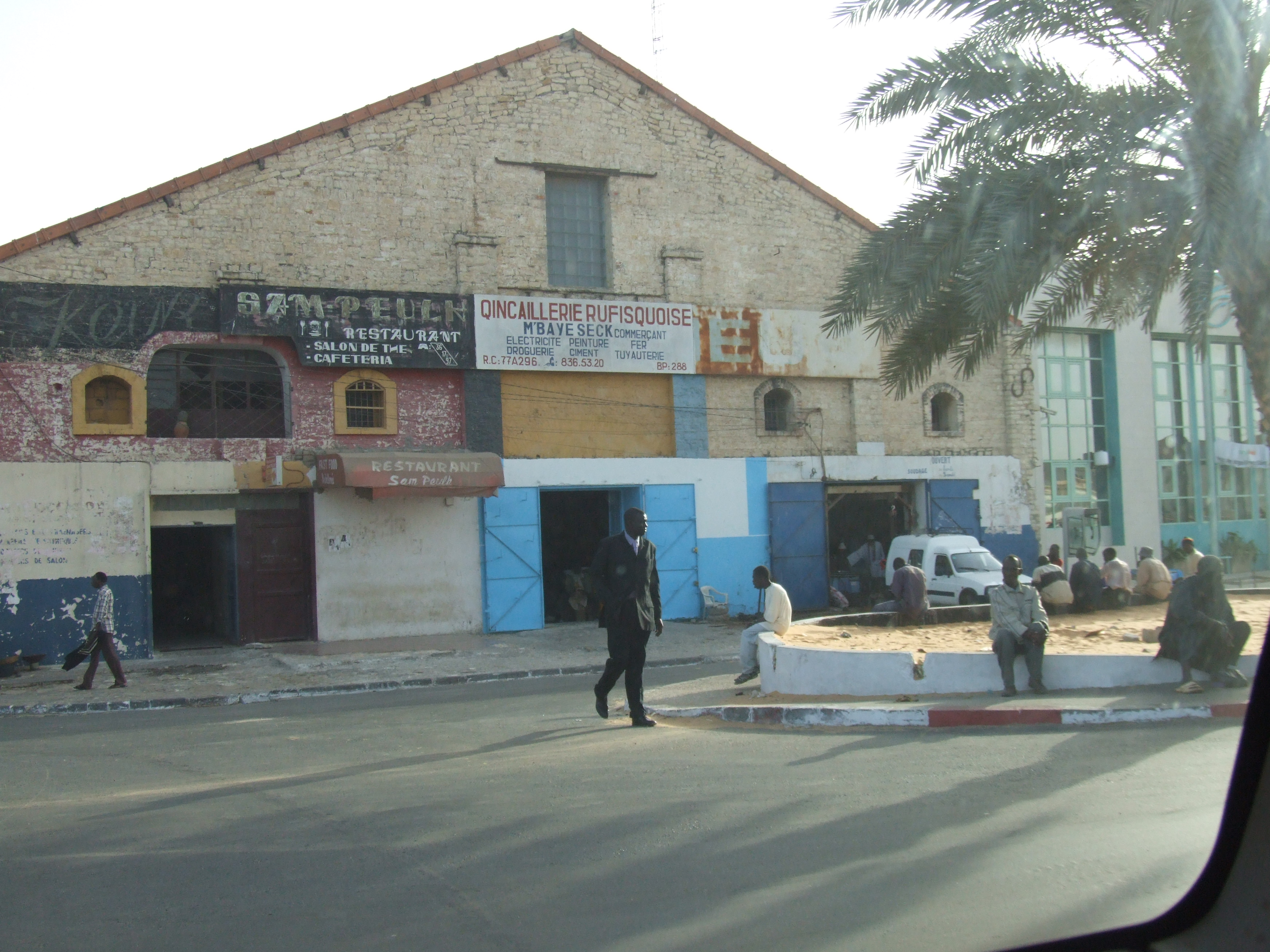
뤼피스크

뤼피스크(프랑스어: Rufisque)는 세네갈 서부에 위치한 다카르주의 도시로 면적은 372km2, 인구는 490,694명(2013년 기준), 인구 밀도는 1,300명/km2이다. 베르데곶에 위치한 항구 도시이며 수도 다카르에서 남동쪽으로 25km 정도 떨어진 곳에 위치한다.